# Villa Romana de Toralla
La Villa romana de Toralla, es una excavación arqueológica a cielo abierto de una villa romana convertida en exposición-museo visitable al lado de la conocida Playa del Vao, en Corujo (Vigo). Se encuentra situada en la finca de Mirambell, en una arboleda de acacias.

## Contexto histórico
En Galicia se localizaron una treintena de sitios arqueológicos romanos junto al mar, identificados mayormente como villae costeras dedicadas a la explotación de recursos marinos: pesca, salazón y salinas. Gran parte de ellas estaban en Vigo y su entorno.
Toralla se sitúa en las proximidades del Vicus, el núcleo urbano de origen romano que, a partir del siglo I d. C., fue creciendo en el centro del actual Vigo. En Vicus hay vestigios de un importante complejo manufacturero y comercial relacionado con el mar. Comprendía unas extensas salinas, factorías de salazón y quizás alguna pesquera asociada. Por el siglo II esta sería la zona manufacturera más importante del noroeste peninsular. Cerca del siglo III, período de crisis monetaria, las salinas de Vicus dejan de funcionar. Después aparecerán varias explotaciones, sitios dedicados a la obtención de sal, elaboración de salazón etc. Esto hace pensar que la producción, centralizada antes en Vicus, se distribuirá por estas villae y factorías de la ría.

## Toralla
La villa de Toralla se construyó en un pequeño cabo que separa las playas del Vao y la de Canido, de aquella unido a la isla de Toralla por una barra de arena. Se habitó entre 300 y 450, momento final del imperio romano, en el que las villae tenían un buen crecimiento, tanto en Gallaecia coma en las demás provincias del imperio. La isla estuvo poblada antes de que existiese la villa, pues existen restos de un castro prerromano que sería abandonado cerca del siglo I d. C. Se encontraron también restos de un cementerio romano, quizás el de los habitantes de la villa.
Se cree que la isla perteneció a la Iglesia durante siglos, hasta el siglo XIX, en el siglo XX se construyó el puente, una urbanización, y una torre de viviendas, destruyendo parte de los sitios arqueológicos de la isla.

## Las villae
La villa (en singular) o las villae (en plural) es una casa; se compone de un conjunto de edificaciones, labores agrícolas, o instalaciones relacionadas con el mar en las zonas costeras coma esta. La villa existió desde los orígenes y en todos los territorios del imperio, pues es el tipo de asentamientos más característicos del mundo rural romano.
Las había con gran variedad de tipos y tamaños: lujosas residencias, dedicadas al descanso, grandes granjas, en las que podían vivir más de dos o tres centenares de personas; o modestas explotaciones productivas como puede ser el caso de Toralla.

### La villa de Toralla
La villa de Toralla era sobria, aunque disponía de ciertos elementos de confort y riqueza, como termas o mosaicos. Como toda villa romana se organizaba en dos partes: la pars urbana o edificios residenciales del propietario o los sirvientes, y la pars rústica, o construcciones adyacentes relacionadas con la producción.
Se define a partir de varias construcciones independientes, situadas a poca distancia unas de otras, distribuidas de forma funcional y adaptándose a la topografía del terreno. Estas son:
- El edificio principal: la vivienda del dominus o propietario, de planta rectangular tipo atlántica. Las medidas tienen una relación exacta de 3:1, que hace pensar que tuvo una planificación previa. El edificio se organiza a partir de un corredor longitudinal, flanqueado por un pórtico con pilares de madera. Destacan unas termas, Estas termas, además de relax proporcionaban el calor necesario para la vivienda gracias al hipocausto, sistema de calefacción que consistía en el paso de aire caliente procedente de un horno, bajo un suelo hueco.

- El edificio secundario: a 4 metros del principal, sería el área de los sirvientes.

- Las construcciones rústicas, o relacionadas con la parte productiva de la casa.

## El Museo
Son los únicos restos de una villa romana, del siglo IV, que se conservan en Galicia. Se encuentra situada dentro de la finca de la familia Mirambell, cuyos propietarios descubrieron los restos arqueológicos y tras muchos de litigio con el ayuntamiento fueron expropiados forzosamente de su propiedad por el  Ayuntamiento de Vigo. Posteriormente el tribunal Supremo dio la razón a la familia declarando que la expropiación había sido ilegal. Luego de años de excavaciones en la finca Mirambell, el museo abre en el año 2007. La villa está totalmente excavada se puede visitar libremente siguiendo las indicaciones de paneles informativos. El recinto está acotado con un vallado de madera, y es de entrada gratuita.
En 2013 se planteó la posibilidad de comenzar las obras en la vivienda Mirambell para realizar un centro de interpretación, las obras fueron paralizadas por el descubrimiento de más restos arqueológicos.

### Descubrimiento de marzo de 2013
La vivienda de la familia Mirambell construida en 1940, cuyo futuro inmediato pasaba por convertirse en el centro de interpretación de la villa romana de Toralla, escondía en sus inmediaciones restos que hicieron paralizar los trabajos en marzo de 2013. Muros, tejas y utensilios en buen estado de conservación afloraron en las seis perforaciones realizadas en el edificio.
Las primeras teorías barajadas por los arqueólogos que trabajaban en la excavación apuntan a que la villa romana tenía una dimensión más grande de lo que se creía y con el sitio arqueológico musealizado; por lo que desde el ayuntamiento se confirmó que habría que modificar la idea original.